# Carl von Gützkow
Carl von Gützkow (* 1757 in Vorpommern; † 7. März 1838) war ein schwedischer und preußischer Offizier.

## Herkunft und Familie
Priesdorff nennt als Geburtsort Vorpommern, die dortige Familie von Gützkow wurde jedoch bereits 1608 in Anklam letztmals genannt. Eine Verwandtschaft zu dem am 23. August 1780 in Wien in den Reichsadelstand gehobenen königlich dänische Kapitän Christoph Dietrich von Gütschow genannt Gützkow, welcher bis 1788 das Gut Levetzow bei Grevesmühlen nahe der ebenfalls schwedischen Stadt Wismar besaß, erscheint räumlich und zeitlich wahrscheinlicher. Eine Abstammung aus einem von Ledebur postulierten schwedisch gewordenen Zweig der zuerst genannten von Gützkow entbehrt jedenfalls bisher eines jeden Nachweises. Über eine Ehe oder Nachfahren ist ebenfalls nichts bekannt.

## Leben
Gützkow trat 1775 in schwedische Dienste, avancierte 1780 in den Rang eines Leutnants, 1790 zum Kapitän, 1806 zum Major im Infanterieregiment von Engelbrechten und 1813 zum Oberstleutnant. Bereits vorher hatte er sich im Finnischen Krieg ausgezeichnet, wofür er am 4. Mai 1810 zum Ritter des Großkreuzes vom Schwertorden ernannt wurde. Nachdem er auf schwedischer Seite an den Befreiungskriegen 1813/1814 teilgenommen hatte, wurde er 1814 zum Oberst befördert. 
Am 28. Dezember 1815 wechselte er in preußische Dienste; im Oktober 1815 war der Übergang des bisherigen Schwedisch-Pommerns an Preußen erfolgt. Bereits am 30. Januar 1816 wurde er jedoch mit dem Charakter eines Generalmajors und der Verleihung des Roten Adlerordens III. Klasse in den Ruhestand versetzt. 
König Friedrich Wilhelm III. bat Gützkow bei der Verabschiedung, die Leitung der Unterrichtsanstalt für Soldatenkinder in Stralsund zu übernehmen. Dieser Bitte kam Gützkow nach.